# Richard Schück
Richard Schück (geboren 7. Januar 1859 in Oppeln, Provinz Schlesien; gestorben nach 1899) war ein vorwiegend in Berlin tätiger deutscher Jurist, Kammergerichtsrat und Autor.

## Leben
Richard Schück stammte aus einer jüdischen Familie. Er war ein Sohn des Kaufmanns und Bankiers Siegmund Schück (1837–1904) und seiner Ehefrau Gottliebe, geb. Michaelis. Bis zum Abitur 1876 besuchte er das Oppelner Königliche Katholische Gymnasium und studierte Rechtswissenschaft an den Universitäten Breslau, Heidelberg, Leipzig und Berlin. 1881 wurde er an der Universität Breslau zum Dr. jur. promoviert. Seine Dissertation behandelte die Lehre vom Fruchterwerb, bei der ein Gegensatz zwischen Römischem Recht und Deutschem Recht bestand, der im Vorfeld der Kodifikation des Bürgerlichen Gesetzbuches debattiert wurde. Er trat in den preußischen Justizdienst und kam an das Berliner Kammergericht.
Ende der 1880er Jahre wurde ihm als Assessor eine Beurlaubung für eineinhalb Jahre gewährt, um auf Anregung von Paul Kayser eine Arbeit über Brandenburg-Preußens Kolonialpolitik zu schreiben. Damit wurde er am 18. Dezember 1888 sine examine von der Universität Leipzig zum Dr. phil. promoviert.
1890 ging er als Richter an das Amtsgericht Frankfurt am Main. 1893 kehrte er als Richter am Landgericht Berlin nach Berlin zurück. Vor 1903 wechselte er als Kammergerichtsrat an das Berliner Kammergericht.
Schon in seiner Frankfurter Zeit, 1892, entstand sein Civilprozesspraktikum, 1896 wieder aufgelegt als Civilprozess- und Konkursrechtspraktikum. Noch erfolgreicher wurde sein 1899 erstmals veröffentlichtes Civilrechtspraktikum: zum Selbststudium und zum Lehrgebrauche, das bis 1930 vier Auflagen erreichte und 2018 von de Gruyter nachgedruckt wurde. Ab 1903 gab es dazu auch Lösungen von Heinrich von der Mosel, die ihrerseits bis 1931 fünf Auflagen erreichten.
Seit 1888 war er verheiratet mit Doris, geb. Glücksmann (1869–), einer Tochter des Breslauer Kaufmanns Isaac Glücksmann und seiner Frau Sophie, geb. Schück.

## Werke
- Gegensatz des römischen und des deutschen Rechts in der Lehre vom Fruchterwerbe. Oppeln 1881, zugl. Diss. Breslau vom 26. November 1881
- Brandenburg-Preußens Kolonialpolitik unter dem Großen Kurfürsten und seinen Nachfolgern (1647–1721). Mit einer Vorrede von Paul Kayser, 2 Bände, Leipzig: Grunow 1889

Digitalisat, UB Bremen ; (Digitalisat), ULB Düsseldorf
- Civilprozesspraktikum. Berlin: C. Heymann 1892

2. Auflage: Civilprozess- und Konkursrechtspraktikum. Berlin: C. Heymann 1896
- mit Georg Crusen: Kommentar zum Preußischen Erbschaftssteuergesetz vom 19. Mai 1891, 31. Juli 1895 nebst einer systematischen Darstellung des Erbschaftssteuerrechts. Berlin, J. J. Heine 1896

Digitalisat, Staatsbibliothek Berlin
- Civilrechtspraktikum: zum Selbststudium und zum Lehrgebrauche. Berlin: J. J. Heine 1899

Nachdruck Berlin: de Gruyter 2018 ISBN 978-3-11-152563-1